# Gorges de la Diosaz
Les gorges de la Diosaz sont une gorge de France située en Haute-Savoie, à Servoz, à l'entrée de la vallée de Chamonix. La Diosaz s'enfonce dans son lit dans la partie aval de son cours avant sa confluence avec l'Arve, entre le massif de Pormenaz au nord et l'aiguillette des Houches à l'extrémité méridionale des aiguilles Rouges au sud.

## Tourisme

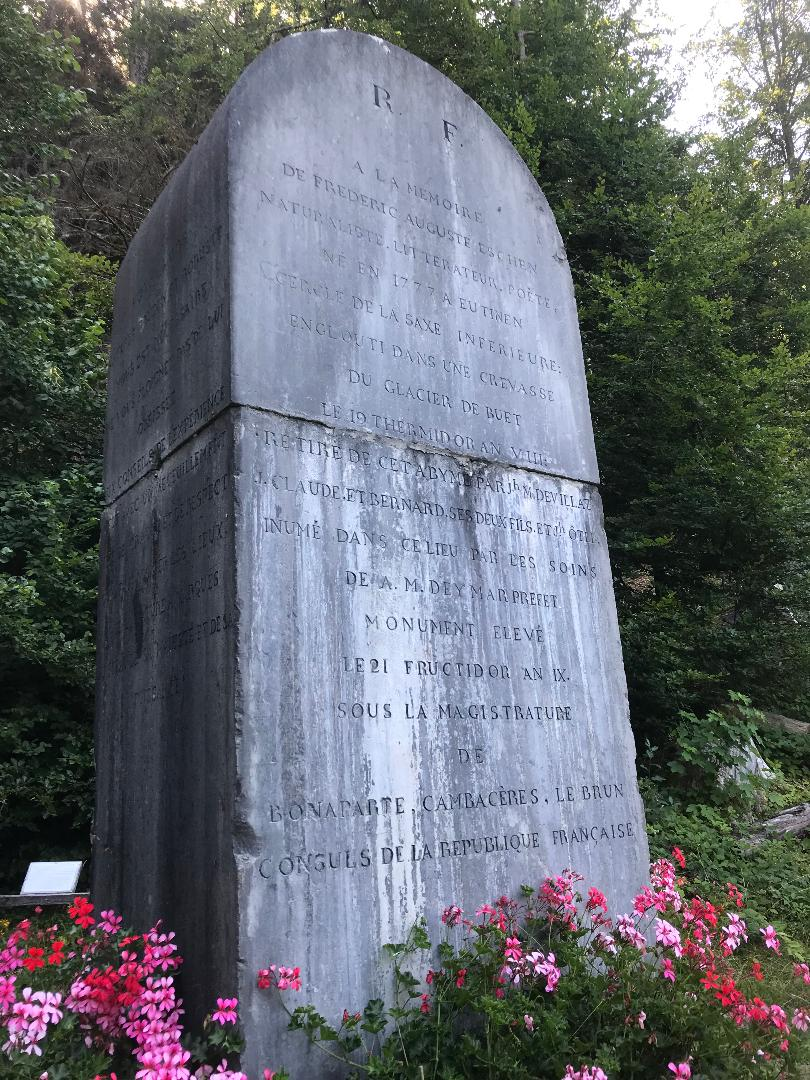
Stèle à la mémoire de Frédéric Auguste Eschen.

Elles sont ouvertes entre début juin et mi-septembre. Elles se visitent en parcourant un chemin suspendu à quelques mètres des flots d'une longueur de 2 600 mètres environ comprenant 600 marches.
Une stèle à la mémoire du naturaliste et poète allemand Friedrich August Eschen (de), érigée le 21 fructidor an IX (8 septembre 1801) se dresse au début du sentier.

## Histoire

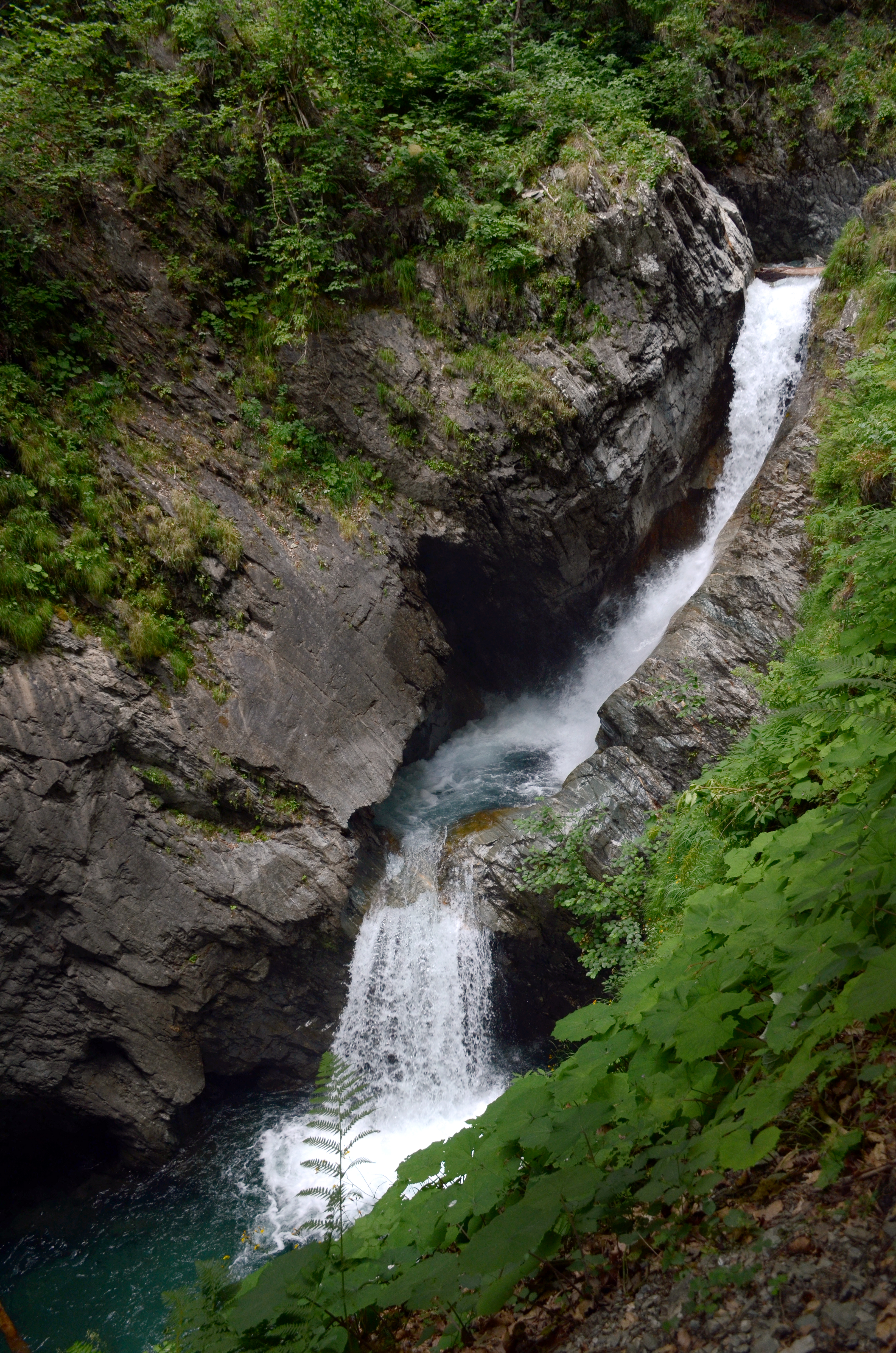
Cascade dans les gorges.

Achille Cazin, chercheur en thermodynamique, fut son premier propriétaire qui les aménagea de 1871 à 1875 pour accueillir des visiteurs. Il fonde une société avec pour premier objectif de construire puis d'entretenir le sentier suspendu à flanc de falaise. Dès 1875, 1 500 visiteurs parcourent le nouveau sentier.
Au pied du massif du Mont-Blanc l'hiver est souvent rude et froid ; le sentier doit chaque année bénéficier d'un important entretien avant sa réouverture estivale. En 2001, l'ancien pont Cazin fut emporté par une avalanche de pierres et de glace.